# Año del Estado Kirguiso
2003 fue proclamado Año del Estado Kirguiso por la Asamblea General de las Naciones Unidas mediante la resolución 57/248, aprobada el 20 de diciembre de 2002 en su 78ª sesión plenaria. Esta iniciativa fue impulsada por el Gobierno de Kirguistán, con el propósito de destacar la importancia cultural e histórica del pueblo kirguiso y promover el conocimiento sobre su legado nacional.
La proclamación se basó en antecedentes previos, como la resolución 49/129 de 1994 sobre la celebración del milenario de la epopeya nacional kirguisa de Manás y la resolución 56/8 de 2001 sobre el Año de las Naciones Unidas del Patrimonio Cultural. La ONU reconoció la relevancia de la cultura kirguisa a nivel nacional, regional e internacional, subrayando la importancia de la educación y la sensibilización para fomentar el respeto por las diversas culturas y el patrimonio mundial.

## Actividades y alcance
Durante este año, se llevaron a cabo diversas actividades conmemorativas organizadas por el Gobierno de la República Kirguisa. La Asamblea General invitó a los Estados miembros, agencias especializadas de la ONU, organizaciones internacionales e intergubernamentales, así como a fundaciones y ONG, a participar en los eventos organizados en el país.
Las celebraciones incluyeron conferencias académicas, exposiciones culturales, festivales folclóricos y eventos que resaltaron la identidad y la historia del pueblo kirguiso. Además, se promovió la investigación sobre el legado del Estado Kirguiso y su contribución a la civilización mundial. La proclamación también buscó reforzar la cooperación internacional en la promoción del diálogo intercultural y la preservación del patrimonio cultural.